# Teoría de la línea de sustentación de Prandtl
La teoría de la línea de sustentación de Prandtl es un modelo matemático que predice la distribución de la sustentación sobre un ala tridimensional basándose en su geometría. También se conoce como la teoría de las alas de Lanchester-Prandtl.
La teoría se expresó de forma independiente por Frederick W. Lanchester en 1907, y por Ludwig Prandtl en 1918–1919 después de trabajar con Albert Betz y Max Munk.
En este modelo, el vórtice ligado pierde fuerza a lo largo de toda la envergadura porque se desprende como una lámina de vórtices desde el borde de salida, en lugar de como un único vórtice desde los extremos de las alas.

## Introducción

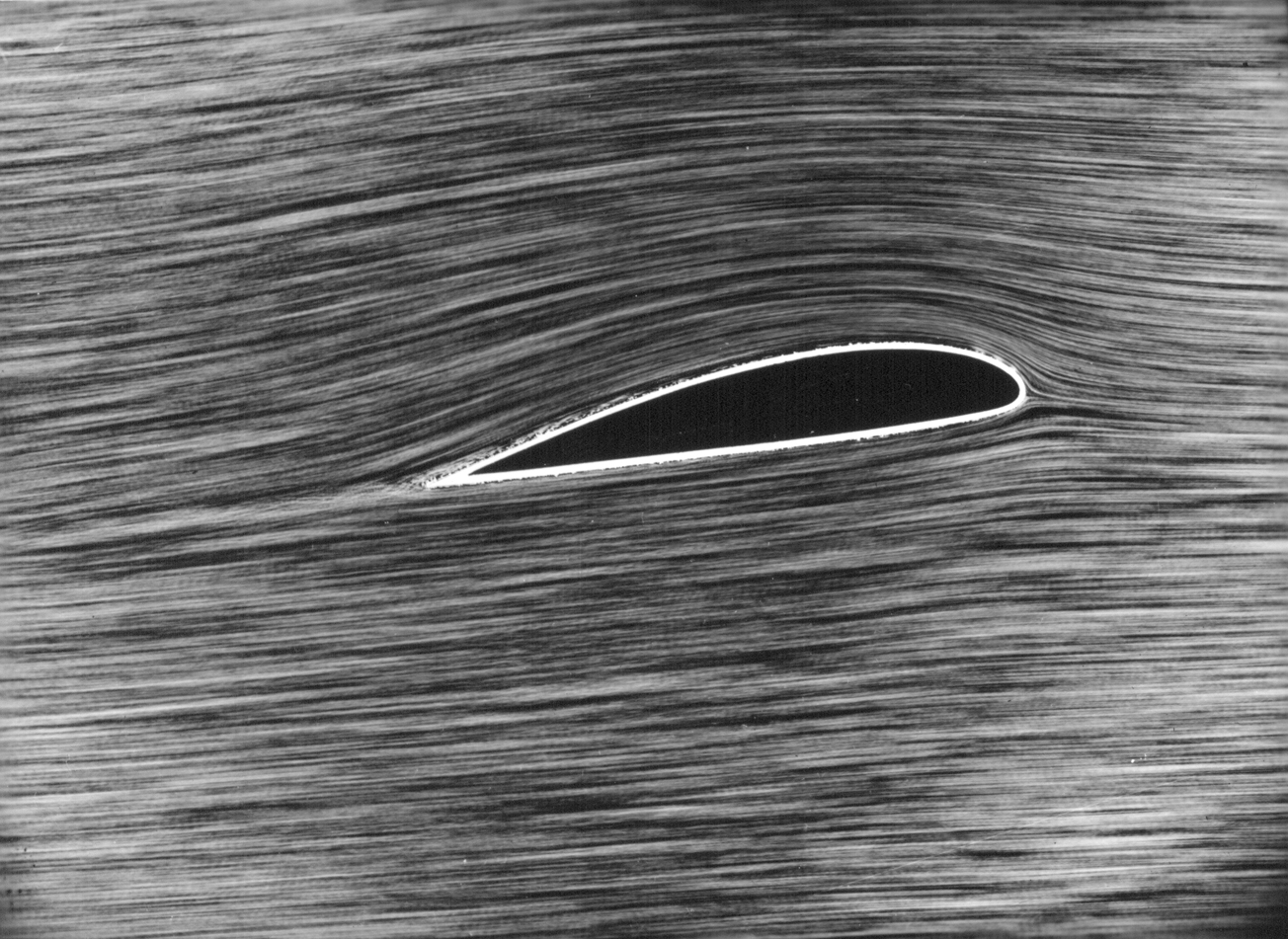
Los perfiles aéreos en dos dimensiones son más fáciles de entender, pero no se corresponden directamente con las alas finitas tridimensionales

Distribución de sustentación poco realista que no tiene en cuenta los efectos tridimensionales

Una distribución de la sustentación observada sobre un ala trapezoidal (finita)

Es difícil predecir analíticamente la cantidad total de sustentación que generará un ala con una geometría determinada.
Cuando se analiza un ala finita tridimensional, la primera aproximación para su cálculo es considerar dividida el ala en secciones transversales y analizar cada sección transversal de forma independiente en modo bidimensional. Cada uno de estos cortes se denomina perfil aerodinámico, y es más fácil entender un perfil aerodinámico que un ala tridimensional completa.
Se podría esperar que el cálculo del ala completa simplemente implique la suma de las fuerzas calculadas independientemente de cada perfil aerodinámico. Sin embargo, esta aproximación es sumamente incorrecta: en un ala real, la sustentación sobre cada perfil del ala (sustentación local por unidad de envergadura, {\displaystyle l} o {\displaystyle {\tilde {L}}}) no se corresponde simplemente con lo que predice el análisis bidimensional. En realidad, la cantidad local de sustentación en cada sección transversal no es independiente de las secciones vecinas del ala sino que se ve fuertemente afectada por ellas.
La teoría de la línea de sustentación incluye algunas de las interacciones entre los perfiles del ala. Permite calcular la distribución de la sustentación a lo largo de la dirección de la envergadura, {\displaystyle {\tilde {L}}_{(y)}} basada en la geometría del ala (distribución de la cuerda, del perfil aerodinámico y de la torsión a lo largo de la envergadura) y las condiciones de flujo ({\displaystyle \rho }, {\displaystyle V_{\infty }}, {\displaystyle \alpha _{\infty }}).

## Principios
La teoría de la línea de sustentación aplica el concepto de «circulación» en dinámica de fluidos y el Teorema de Kutta-Yukovski,
{\displaystyle {\tilde {L}}_{(y)}=\rho V\Gamma _{(y)},}
de modo que en lugar de la distribución de sustentación, la incógnita pasa a ser la distribución de la circulación sobre el tramo, {\displaystyle \Gamma _{(y)}}.
|                                                                                 |
| La distribución de la sustentación sobre un ala se relaciona con la circulación |

|                                                                           |
| Vórtice en forma de herradura El vórtice, si hay, se desplaza aguas abajo |

La teoría de la línea de sustentación supone alas largas y delgadas con fuselaje despreciable, similar a una línea (por ello el nombre de "línea de sustentación") que se mueve a través del fluido.
El teorema de Kutta-Joukovski permite expresar la sustentación local en función de la circulación local, y ello permite tener en cuenta la influencia de una sección sobre sus vecinas. La sustentación en un tramo varía como varía la circulación en el mismo. Según los teoremas de Helmholtz, un filamento de vórtice no puede comenzar ni terminar en un punto. Por tanto, un "cambio de sustentación" en la envergadura se modela como un vórtice en forma de herradura, es decir, como el desprendimiento de un filamento de vórtice aguas abajo del ala.
Este vórtice desprendido, cuya intensidad es la derivada (variación) de la distribución local de circulación del ala (desconocida), {\displaystyle d\Gamma /dy}, influye en el flujo a ambos lados del perfil alar.
|                                                                                              |
| El vórtice de desprendimiento puede modelarse como una distribución vertical de la velocidad |

| |
| El upwash y el downwash inducidos por el vórtice de desprendimiento pueden ser calculados en cada segmento vecino. |

Esta influencia lateral (upwash en el exterior, downwash en el interior) es la clave de la teoría de la línea de sustentación. Ahora, si se conoce el cambio en la distribución de la sustentación en una sección de sustentación determinada, es posible predecir cómo influye esa sección en la sustentación sobre sus vecinas: la velocidad vertical inducida (upwash o downwash, {\displaystyle \omega _{i}}) puede cuantificarse utilizando la distribución de la velocidad dentro de un vórtice y relacionarse con un cambio en el ángulo de ataque efectivo sobre las secciones vecinas.
En términos matemáticos, el cambio local inducido del ángulo de ataque {\displaystyle \alpha _{i}} en una sección dada puede cuantificarse con la suma integral del downwash inducido por cada una de las otras secciones del ala. A su vez, la suma integral de la sustentación en cada sección del ala con efecto de downwash es igual a la cantidad total de sustentación deseada (conocida).
Esto conduce a una ecuación íntegro-diferencial en la forma de {\displaystyle L_{\text{total}}=\rho V_{\infty }\int _{\text{tip}}^{\text{tip}}\Gamma _{(y)}\,dy}, where {\displaystyle \Gamma _{(y)}} se expresa únicamente en términos de la geometría del ala y de su propia variación a lo largo de la envergadura {\displaystyle dGamma_{(y)}/dy}. La solución de esta ecuación es una función {\displaystyle \Gamma _{(y)}} que describe con exactitud la distribución de la circulación (y por tanto de la sustentación) sobre un ala finita de geometría conocida.

## Derivación
Está basada en
Nomenclatura:
- {\displaystyle \ \Gamma } es la circulación en toda el ala (m²/s)
- {\displaystyle \ C_{L}} es el coeficiente de sustentación 3D (para toda el ala)
- {\displaystyle \ AR} es el Alargamiento
- {\displaystyle \ \alpha _{\infty }} es el ángulo de ataque de la corriente libre (en radianes)
- {\displaystyle \ V_{\infty }} es la velocidad de la corriente libre (m/s)
- {\displaystyle \ C_{D_{i}}} es el coeficiente de arrastre para la resistencia inducida
- {\displaystyle \ e} es el factor de eficiencia de la forma plana

Las siguientes son todas funciones de las secciones del ala a lo largo de su envergadura {\displaystyle y} (es decir, todas pueden variar a lo largo del ala)
- {\displaystyle \ C_{l}} es el coeficiente de sustentación 2D (unidades/m)
- {\displaystyle \ \gamma } es la circulación 2D en una sección (m/s)
- {\displaystyle \ c} es la longitud de cuerda de la sección local
- {\displaystyle \ \alpha _{geo}} es el cambio local en el ángulo de ataque debido al giro geométrico del ala
- {\displaystyle \ \alpha _{0}} es el ángulo de ataque de elevación cero de esa sección (depende de la geometría del perfil aerodinámico)
- {\displaystyle \ C_{l_{\alpha }}} es la pendiente del coeficiente de sustentación 2D (unidades/m⋅rad, y depende de la geometría del perfil aerodinámico; consulte Teoría del perfil aerodinámico delgado)
- {\displaystyle \ \alpha _{i}} es el cambio en el ángulo de ataque debido a la corriente descendente
- {\displaystyle \ w_{i}} es la velocidad de flujo descendente local

Para derivar el modelo partimos de la suposición de que la circulación del ala varía en función de las ubicaciones de los vanos. La función asumida es una función de Fourier. En primer lugar, la coordenada de la posición de la envergadura {\displaystyle y} se transforma en {\displaystyle y=scos{\theta }}, donde y es la posición de la envergadura, y s es la semillanura del ala.

y por eso se supone que la circulación es:
{\displaystyle \Gamma (y)=\Gamma (\theta )=\gamma =4sV_{\infty }\sum _{n}{A_{n}\sin(n\theta })\qquad (1)}
Ya que la circulación de una sección está relacionada con el {\displaystyle C_{l}} por la ecuación:
{\displaystyle C_{l}={\frac {2\gamma }{V_{\infty }c}}\qquad (2)}
pero como el coeficiente de sustentación es una función del ángulo de ataque:
{\displaystyle C_{l}=C_{l_{\alpha }}(\alpha _{\infty }+\alpha _{geo}-\alpha _{0}-\alpha _{i})\qquad (3)}
por lo tanto, la fuerza del vórtice en cualquier estación de vano particular puede ser dada por las ecuaciones:
{\displaystyle \gamma ={\frac {1}{2}}V_{\infty }cC_{l_{\alpha }}(\alpha _{\infty }+\alpha _{geo}-\alpha _{0}-\alpha _{i})\qquad (4)}
Esta ecuación tiene dos incógnitas: el valor de {\displaystyle \gamma } y el valor de {\displaystyle \alpha _{i}}. Sin embargo, la onda descendente es puramente una función de la circulación solamente. Así que podemos determinar el valor de {\displaystyle \alpha _{i}} en términos de {\displaystyle \Gamma (y)}, llevar este término al lado izquierdo de la ecuación y resolver. La corriente descendente en cualquier estación dada es una función de todo el sistema de vórtices de la nave. Esto se determina integrando la influencia de cada vórtice diferencial sobre la envergadura del ala.
Elemento diferencial de circulación:
{\displaystyle d\Gamma =4sV_{\infty }\sum _{n=1}^{\infty }nA_{n}\cos(n\theta )\qquad (5)}
La corriente descendente diferencial debida al elemento diferencial de la circulación (actúa como la mitad de una línea de vórtice infinita):
{\displaystyle dw_{i}={\frac {d\Gamma }{4\pi r}}\qquad (6)}
La ecuación integral sobre la envergadura del ala para determinar el flujo descendente en un lugar concreto es:
{\displaystyle w_{i}=\int _{-s}^{s}{\frac {1}{y-y_{0}}}d\Gamma \qquad (7)}
Tras las sustituciones e integraciones adecuadas, se obtiene:
{\displaystyle w_{i}=V_{\infty }\sum _{n=1}^{\infty }{\frac {nA_{n}\sin(n\theta )}{\sin(\theta )}}\qquad (8)}
Y así el cambio de ángulo de ataque está determinado por (suponiendo ángulos pequeños):
{\displaystyle \alpha _{i}={\frac {w_{i}}{V_{\infty }}}\qquad (9)}
Sustituyendo las ecuaciones 8 y 9 en el lado derecho de la ecuación 4 y la ecuación 1 en el lado izquierdo de la ecuación 4, obtenemos:
{\displaystyle 4sV_{\infty }\sum _{n=1}^{\infty }A_{n}\sin(n\theta )={\frac {1}{2}}V_{\infty }cC_{l_{\alpha }}\left[\alpha _{\infty }+\alpha _{geo}-\alpha _{0}-\sum _{n=1}^{\infty }{\frac {nA_{n}\sin(n\theta )}{\sin(\theta )}}\right]\qquad (10)}
Tras reordenar, obtenemos la serie de ecuaciones simultáneas:
{\displaystyle \sum _{n=1}^{\infty }A_{n}\sin(n\theta ){\bigg (}\sin(\theta )+{\frac {nC_{l\alpha }c}{8s}}{\bigg )}={\frac {C_{l\alpha }c}{8s}}\sin(\theta )(\alpha _{\infty }+\alpha _{geo}-\alpha _{0})\qquad (11)}
Tomando un número finito de términos, la ecuación 11 puede expresarse en forma matricial y resolverse para los coeficientes A. Nótese que el lado izquierdo de la ecuación representa cada elemento de la matriz, y los términos del lado derecho de la ecuación 11 representan el lado derecho de la forma matricial. Cada fila de la forma matricial representa una sección diferente en el tramo, y cada columna representa un valor diferente para n.
Las opciones apropiadas para {\displaystyle \theta } son como una variación lineal entre {\displaystyle (0,\pi )}. Nótese que este rango no incluye los valores de 0 y {\displaystyle \pi }, ya que esto conduce a una matriz singular, que no puede ser resuelta.

## Sustentación y resistencia a partir de los coeficientes
La sustentación se puede determinar integrando los términos de circulación:
{\displaystyle {\text{Sustentación}}=\rho V_{\infty }\int _{-s}^{s}\Gamma (y)\cos {(\alpha _{i}(y))}dy\approx \rho V_{\infty }\int _{-s}^{s}\Gamma (y)dy}
que puede reducirse a:
{\displaystyle C_{L}=\pi A\!RA_{1}}
donde {\displaystyle A_{1}} es el primer término de la solución de las ecuaciones simultáneas mostradas anteriormente.
La resistencia inducida se puede determinar a partir de
{\displaystyle {\text{D}}_{\text{i}}=\rho V_{\infty }\int _{-s}^{s}\Gamma (y)\sin {(\alpha _{i}(y))}dy\approx \rho V_{\infty }\int _{-s}^{s}\Gamma (y)\alpha _{i}(y)dy}
que puede reducirse a:
{\displaystyle C_{D_{\text{induced}}}=\pi A\!R\sum _{n=1}^{\infty }nA_{n}^{2}}
donde {\displaystyle A_{n}} son todos los términos de la solución de las ecuaciones simultáneas mostradas anteriormente.
Además, esta expresión puede disponerse en función de {\displaystyle C_{L}} de la siguiente manera :
{\displaystyle C_{D_{\text{inducida}}}=\pi A\!RA_{1}^{2}+\pi A\!R\sum _{n=2}^{\infty }nA_{n}^{2}}
{\displaystyle C_{D_{\text{inducida}}}=\pi A\!RA_{1}^{2}*{\frac {\pi A\!R}{\pi A\!R}}+\pi A\!R\sum _{n=2}^{\infty }nA_{n}^{2}*{\frac {\pi A\!RA_{1}^{2}}{\pi A\!RA_{1}^{2}}}}
{\displaystyle C_{D_{\text{inducida}}}={\frac {\pi ^{2}A\!R^{2}A_{1}^{2}}{\pi A\!R}}+{\frac {\pi ^{2}A\!R^{2}A_{1}^{2}}{\pi A\!R}}*{\frac {\sum _{n=2}^{\infty }nA_{n}^{2}}{A_{1}^{2}}}}
{\displaystyle C_{D_{\text{inducida}}}={\frac {C_{L}^{2}}{\pi A\!R}}(1+{\frac {\sum _{n=2}^{\infty }nA_{n}^{2}}{A_{1}^{2}}})={\frac {C_{L}^{2}}{\pi A\!Re}}}
donde
{\displaystyle \delta ={\frac {\sum _{n=2}^{\infty }nA_{n}^{2}}{A_{1}^{2}}}}
{\displaystyle e={\frac {1}{1+\delta }}} es el factor de eficiencia del tramo

## Ala simétrica
Para un ala simétrica, los términos pares de los coeficientes de la serie son idénticamente iguales a 0, por lo que se pueden eliminar.

## Alas durante el rodamiento
Cuando la aeronave está rodando, se puede añadir un término adicional que suma la distancia de la estación del ala multiplicada por la tasa de rodamiento para dar un cambio adicional del ángulo de ataque. La ecuación 3 se convierte entonces en
{\displaystyle C_{l}=C_{l_{\alpha }}\left(\alpha _{\infty }+\alpha _{geo}-\alpha _{0}-\alpha _{i}+{\frac {py}{s}}\right)\qquad (3)}
donde 
- {\displaystyle \ p} es la velocidad de balanceo en rad/seg,

Obsérvese que y puede ser negativo, lo que introduce coeficientes pares no nulos en la ecuación que deben tenerse en cuenta.
Cuando el ala está rodando, la resistencia inducida se altera porque el vector de sustentación gira en cada estación de la envergadura debido a la velocidad de rodadura. La resistencia inducida resultante para un ala con índice de rodadura es
{\displaystyle C_{D_{\text{inducida}}}={\frac {C_{L}^{2}}{\pi A\!R}}(1+{\frac {\sum _{n=2}^{\infty }nA_{n}^{2}}{A_{1}^{2}}})-{\frac {\pi A\!R{\bar {p}}}{2}}A_{2}={\frac {C_{L}^{2}}{\pi A\!Re}}-{\frac {\pi A\!R{\bar {p}}}{2}}A_{2}}
donde
- {\displaystyle {\bar {p}}={\frac {pb}{2V}}} es la tasa de rodadura adimensional de rodadura.

Un cambio similar en la resistencia inducida también está presente cuando el ala está batiendo, y comprende la principal producción de empuje para las alas batientes.

## Deflexión de la superficie de control
Los efectos de la deflexión de la superficie de control se pueden tener en cuenta simplemente cambiando el término {\displaystyle \alpha _{0}} de la ecuación 3. Para controles no simétricos como los alerones, el término {\displaystyle \alpha _{0}} cambia en cada lado del ala.

## Alas elípticas
Para un ala elíptica sin torsión, con:
{\displaystyle y(\theta )=s\cos(\theta )}
La longitud de la cuerda se da en función de la ubicación del vano como:
{\displaystyle c(\theta )=c_{root}\sin(\theta )}
También,
{\displaystyle e=1}
Así se obtiene la famosa ecuación del coeficiente de arrastre inducido por la elipse:
{\displaystyle C_{D_{inducida}}={\frac {C_{L}^{2}}{\pi A\!R}}}
donde
- {\displaystyle s} es el valor de la envergadura del ala,
- {\displaystyle y(\theta )} es la posición en la envergadura del ala, y
- {\displaystyle c(\theta )} es la cuerda.

## Solución de Fourier descompuesta
Se puede utilizar una solución de serie de Fourier descompuesta para estudiar individualmente los efectos de la forma del plano, la torsión, la desviación del control y la tasa de rodadura.

## Aproximaciones útiles
Una aproximación útil[cita requerida] es que
{\displaystyle \ C_{L}=C_{l_{\alpha }}\left({\frac {\text{AR}}{{\text{AR}}+2}}\right)\alpha }
donde
- {\displaystyle \ C_{\text{L}}} es el coeficiente de sustentación 3D para la distribución de la circulación elíptica,
- {\displaystyle \ C_{l_{\alpha }}} es la pendiente del coeficiente de sustentación en 2D,
- {\displaystyle \ {\text{AR}}} es la  Alargamiento, y
- {\displaystyle \ \alpha } es el ángulo de ataque en radianes.

El valor teórico para {\displaystyle \ C_{l_{\alpha }}} es 2{\displaystyle \pi }. Esta ecuación se convierte en la ecuación de perfiles delgados si AR llega al infinito.
Como se ha visto anteriormente, la teoría de la línea de elevación también establece una ecuación para la resistencia inducida:
{\displaystyle \ C_{D_{i}}={\frac {{C_{L}}^{2}}{\pi {\text{AR}}e}}}
donde
- {\displaystyle \ C_{D_{i}}} es el componente de la Resistencia inducida del coeficiente de arrastre,
- {\displaystyle \ C_{L}} es el Coeficiente aerodinámico en 3D,
- {\displaystyle \ {\text{AR}}} es el Alargamiento (aeronáutica),
- {\displaystyle \ e} es el Factor de eficiencia de Oswald (o factor de eficiencia de tramo.) Es igual a 1 para la distribución de circulación elíptica, y normalmente se tabula para otras distribuciones.

## Limitaciones de la teoría
La teoría de la línea de elevación no tiene en cuenta lo siguiente:
- Flujo compresible
- Flujo viscoso
- Ala en flecha
- Alas de baja relación de aspecto